# 응가이
응가이(Ngai)는 케냐의 캄바족과 키쿠유족이 믿는 민간 신앙의 유일신이다. 모든 우주와 그 안에 있는 모든 피조물들을 창조한 것으로 숭배되었다. 전지전능한 힘을 갖고 있는 것으로 생각되었다. 키쿠유족은 성스러운 나무 아래에서 염소를 제물로 바치고 기도하면서, 킬리만자로 산 앞에서 그에게 기도를 올렸다. 그들은 가뭄, 추수, 파종과 같은 중대사에 그의 가호를 받으려 할 때 그에게 제물을 바쳤다. 또한 결혼, 출산, 죽음과 같은 인생의 중요한 일에서 그의 도움을 받고자 제사를 지내기도 하였다.
응가이는 종종 '아름다운 빛의 주인'이라고도 불린다. 전설에 따르면 그는 첫 번째 남자 키쿠유와 첫 번째 여자 뭄비를 창조하였다. 응가이는 그들을 창조한 후 휴식을 취하기 위해 산을 창조하여 그 위로 올라갔다고 한다. 응가이가 산 위로 올라간 후, 키쿠유와 뭄비는 9명의 자손을 낳았고, 이 9명의 자손이 키쿠유 부족의 시조가 되었다고 한다.